# Francisco Rodríguez (football, 1995)
 (août 2025).
Pour les articles homonymes, voir Francisco Rodríguez, Rodríguez et Araya.
Francisco José Rodríguez Araya, abrégé Francisco Rodríguez Araya, né le 8 février 1995 à Zurich en Suisse, est un footballeur suisso-chilien. Il évolue au poste de milieu offensif.

## Carrière
Francisco Rodríguez rejoint les équipes de jeunes du FC Zurich en 2012 et débute en équipe première lors de la saison 2014-2015.
Il signe en juillet 2015 au VfL Wolfsburg. Il est prêté en deuxième division à l'Arminia Bielefeld en janvier 2016 pour un an et demi. Rodríguez quitte le club après seulement une demi-saison, et est de nouveau prêté à la fin du mercato d'été 2016 au pour un an FC Lucerne.

## Statistiques
| Saison                | Club                     | Championnat           | Championnat | Championnat | Coupe(s) nationale(s) | Coupe(s) nationale(s) | Compétition(s) continentale(s) | Compétition(s) continentale(s) | Compétition(s) continentale(s) | Total | Total |
| Saison                | Club                     | Division              | M.          | B.          | M.                    | B.                    | Comp.                          | M.                             | B.                             | M.    | B.    |
| 2012-2013             | FC Zurich U21            | 1re ligue promotion   | 8           | 3           | -                     | -                     | -                              | -                              | -                              | 8     | 3     |
| 2013-2014             | FC Zurich U21            | 1re ligue promotion   | 26          | 1           | -                     | -                     | -                              | -                              | -                              | 26    | 1     |
| Sous-total            | Sous-total               | Sous-total            | 34          | 4           | -                     | -                     | -                              | -                              | -                              | 34    | 4     |
| 2014-2015             | FC Zurich                | Super League          | 28          | 2           | 4                     | 1                     | C3                             | 6                              | 0                              | 38    | 3     |
| Sous-total            | Sous-total               | Sous-total            | 28          | 2           | 4                     | 1                     | -                              | 6                              | 0                              | 38    | 3     |
| 2015-2016             | VfL Wolfsburg            | Bundesliga            | 1           | 0           | -                     | -                     | -                              | -                              | -                              | 1     | 0     |
| 2015-2016             | Arminia Bielefeld (prêt) | 2.Bundesliga          | 9           | 0           | -                     | -                     | -                              | -                              | -                              | 9     | 0     |
| 2016-2017             | FC Lucerne (prêt)        | Super League          | 25          | 6           | 2                     | 0                     | -                              | -                              | -                              | 27    | 6     |
| Sous-total            | Sous-total               | Sous-total            | 35          | 6           | 2                     | 0                     | -                              | 0                              | 0                              | 37    | 6     |
| 2017-2018             | FC Lucerne               | Super League          | 29          | 4           | 3                     | 0                     | C3                             | 2                              | 0                              | 34    | 4     |
| 2018-2019             | FC Lucerne               | Super League          | 4           | 1           | 2                     | 0                     | -                              | -                              | -                              | 6     | 1     |
| Sous-total            | Sous-total               | Sous-total            | 33          | 5           | 5                     | 0                     | -                              | 2                              | 0                              | 40    | 5     |
| 2019-2020             | FC Lugano                | Super League          | 6           | 1           | -                     | -                     | -                              | -                              | -                              | 6     | 1     |
| Sous-total            | Sous-total               | Sous-total            | 6           | 1           | -                     | -                     | -                              | -                              | -                              | 6     | 1     |
| Total sur la carrière | Total sur la carrière    | Total sur la carrière | 136         | 18          | 11                    | 1                     | -                              | 8                              | 0                              | 155   | 19    |

## Vie privée
Il est le frère de Ricardo Rodríguez et de Roberto Rodríguez (en), également joueurs de football professionnels.